# أحمد صاحب الشعب
أحمد بن محمد الحبشي (المتوفى 1038 هـ) إمام وشيخ دين وداعية عرف بكثرة الرحلات العلمية والدعوية. يعتبر من أبرز وأشهر من انتقل إلى شِعْب المهاجر ليعيد الحياة فيه بعد هجرة طويلة من البيت العلوي للموضع الذي اختاره جدهم أحمد بن عيسى، ولذا يقال له «صاحب الشِعْب».

## نسبه
أحمد بن محمد بن علوي بن أبي بكر الحبشي بن علي بن أحمد بن محمد أسد الله بن حسن الترابي بن علي بن الفقيه المقدم محمد بن علي بن محمد صاحب مرباط بن علي خالع قسم بن علوي بن محمد بن علوي بن عبيد الله بن أحمد المهاجر بن عيسى بن محمد النقيب بن علي العريضي بن جعفر الصادق بن محمد الباقر بن علي زين العابدين بن الحسين السبط بن علي بن أبي طالب، وعلي زوج فاطمة بنت محمد ﷺ.
فهو الحفيد 25 لرسول الله محمد ﷺ في سلسلة نسبه.

## مولده ونشأته
ولد بمدينة تريم بحضرموت، نشأ بها وحفظ القرآن الكريم. وكان بينه وبين عبد الله بن سالم مولى خيلة ملازمة وصحبة أكيدة، طلبا العلم في مسلك واحد، وأخذ كل منهما عن صاحبه، ورحلا إلى الحرمين، وأخذا بهما وباليمن عن جماعة كثيرين. له اعتناء وتعلق بكتب الصوفية، خاصة «شرح الحكم العطائية» لابن عباد، و«ديوان بامخرمة». وكان يحتطب ويبيع الحطب ويقتات بثمنه.

## شيوخه
صحب أكابر أهل زمانه، وأخذ عن علماء عصره وأوانه، فمن مشايخه:
| - أبو بكر بن سالم صاحب عينات | - عبد الرحمن بن أحمد شهاب الدين الأكبر - أبو بكر بن علي خرد | - محمد بن عقيل مديحج - محمد بن محمد البكري |  |

## تلاميذه
وأخذ عنه جماعة، منهم:
| - علوي بن عبد الله العيدروس - عبد الله بن أحمد العيدروس | - علوي بن محمد الحداد - الجنيد بن علي باهارون - عبد الرحمن بن عبد الله بامدرك | - ابنه عيدروس بن أحمد الحبشي - ابنه حسن بن أحمد الحبشي - حفيده زين بن علوي الحبشي | - حسين بن عبد الرحمن الحبشي - محمد الغزالي بن عمر الحبشي |

## أعماله
كان داعيًا إلى الله تعالى، وله ناقة يطوي خطامها على رقبتها وأينما ناخت حط في البلاد والمكان الذي تبرك فيه، ويقيم بها مدة داعيًا وينتفع به أهلها، ويصلي في المسجد المأثور منها، ومن المدن والقرى التي ذهب إليها للدعوة: الغريب، وحورة، والغرفة، وشبام، وتريس، وسيئون، حتى سَر، وجعيمة، وكل البلدان المذكورة تزوج منهن. واشتهر ببناء المساجد في عدد من القرى ما بين سيئون وتريم وغيرها وهي مساجد معمورة إلى اليوم.

## ذريته
كان كثير الزواج، وله من الأولاد خمسة عشر ذكرًا وأربع عشرة بنتًا. فأما غير المنقرضين تسعة بنين: عمر، وعيدروس، وشيخ، وحسين، وحسن، والهادي، وهاشم، ومحمد، وعلوي.

## وفاته
استوطن شِعْب المهاجر آخر عمره عند قبر جده أحمد المهاجر، وتوفي بها سنة 1038 هـ وقبره معروف، وعليه قبة عند أول السلم الطالع لقبر المهاجر. وأصبح يقال لذلك الشِعْب وما حواليه بـ«شِعْب الأحمدين» لأن كل منهما اسمه أحمد.

### استشهادات
1. ↑  الشلي، محمد بن أبي بكر (1402 هـ). المشرع الروي في مناقب السادة الكرام آل أبي علوي (PDF) (ط. الثانية). ج. الجزء الثاني. ص. 185. مؤرشف من الأصل (PDF) في 4 ديسمبر 2020. {{استشهاد بكتاب}}: تحقق من التاريخ في: |تاريخ= (مساعدة)
2. ↑  الحبشي، أحمد بن زين. شرح العينية. سنغافورة: مطبعة كرجاي المحدودة. ص. 245.
3. ↑  الحبشي، عيدروس بن عمر (1430 هـ). عقد اليواقيت الجوهرية. تريم، اليمن: دار العلم والدعوة. ج. الجزء الثاني. ص. 956. {{استشهاد بكتاب}}: تحقق من التاريخ في: |تاريخ= (مساعدة)
4. ↑  المشهور، عبد الرحمن بن محمد (1404 هـ). شمس الظهيرة (PDF). جدة، السعودية: عالم المعرفة. ج. الجزء الثاني. ص. 463. مؤرشف من الأصل (PDF) في 2 يناير 2020. {{استشهاد بكتاب}}: تحقق من التاريخ في: |تاريخ= (مساعدة)
5. ↑  الشاطري، محمد بن أحمد (1406 هـ). المعجم اللطيف. جدة، المملكة العربية السعودية: عالم المعرفة. ص. 120. {{استشهاد بكتاب}}: تحقق من التاريخ في: |تاريخ= (مساعدة)